# 清水潔 (文部官僚)
清水 潔（しみず きよし、1949年12月16日 ‐ ）は、日本の文部官僚、弁護士。元文部科学事務次官。福島県富岡町出身。

## 経歴
- 1968年3月 福島県立磐城高等学校卒業
- 1973年3月 東京大学法学部第一類（私法コース）卒業[2]
- 1975年3月 東京大学法学部第三類（政治コース）卒業
- 1975年4月 文部省入省(初等中等教育局地方課)
- 1977年4月 大臣官房総務課審議班
- 1980年1月 大学局大学課法規係長
- 1981年4月 学術国際局企画連絡課専門職員
- 1982年4月 国際学術課企画調査係長
- 1983年4月 鹿児島県教育委員会学校教育課長
- 1985年8月 教育助成局地方課課長補佐
- 1986年7月 教育助成局財務課課長補佐
- 1986年8月 大臣官房政策課専門員
- 1987年7月 大臣官房総務課審議班主査
- 1989年7月 大臣官房総務課副長(兼)能率専門官
- 1990年7月 大臣官房総務課企画官
- 1992年7月 初等中等教育局教科書課長
- 1995年7月 教育助成局地方課長
- 1997年7月 高等教育局大学課長
- 1999年7月 大臣官房会計課長
- 2000年6月 大臣官房審議官（高等教育局担当）
- 2004年7月 研究振興局長
- 2006年7月 高等教育局長
- 2008年7月 生涯学習政策局長
- 2009年7月 文部科学審議官
- 2010年7月 文部科学事務次官
- 2012年1月 退官[3]、同省顧問。
- 2013年 弁護士登録[4]（弁護士登録番号：47913）
- 2013年 みのり総合法律事務所 入所[5]

一般財団法人教職員生涯福祉財団理事長を務めた。その他、明治大学研究・知財戦略機構特任教授、国立大学法人京都工芸繊維大学顧問などを務める。

## 特筆事項
- 2017年初頭に発覚した文部科学省天下り問題を受けて、教職員生涯福祉財団理事長は辞任することとなった[7]。その後、同年3月に上記問題に関し、文部科学省から停職相当の懲戒処分を受けた[8]。